# Algemeen enkelvoudig stemrecht
Het algemeen enkelvoudig stemrecht is het huidige Belgisch kiessysteem waarbij elke volwassen burger één stem mag uitbrengen. Deze stemming is geheim.
Het algemeen enkelvoudig stemrecht werd in België ingevoerd na het cijnskiesrecht, het algemeen meervoudig stemrecht en sinds 1918, het algemeen enkelvoudige stemrecht voor Belgische mannelijke burgers.  Het algemeen enkelvoudige stemrecht werd in 1948 ingevoerd voor alle Belgische burgers vanaf 21 jaar.  Vanaf die datum mochten vrouwen zich ook verkiesbaar stellen. In 1981 werd de leeftijd verlaagd tot 18 jaar.  In 1992 volgde een uitbreiding voor andere EU-burgers, in 1999 werd een beperkt stemrecht voor vreemdelingen ingevoerd.